# Comuna Șelviv, Lokaci
Șelviv (în ucraineană Шельвів) este o comună în raionul Lokaci, regiunea Volînia, Ucraina, formată din satele Hranativ, Sadivski Dubînî, Șelviv (reședința) și Voinîn.

## Demografie
Componența lingvistică a satului Șelviv
     Ucraineană (99,57%)
     Alte limbi (0,43%)
Conform recensământului din 2001, majoritatea populației satului Șelviv era vorbitoare de ucraineană (99,57%), existând în minoritate și vorbitori de alte limbi.